# Sphaerophthalmidium
Sphaerophthalmidium es un género de foraminífero bentónico considerado como nomen nudum e invalidado, aunque también considerado un sinónimo posterior de Spirophthalmidium de la familia Ophthalmidiidae, de la superfamilia Cornuspiroidea, del suborden Miliolina y del orden Miliolida. Su rango cronoestratigráfico abarca el Holoceno.

## Discusión
Clasificaciones más recientes incluirían Sphaerophthalmidium en la superfamilia Nubecularioidea.

## Clasificación
Sphaerophthalmidium incluía a la siguiente especie:
- Sphaerophthalmidium acutimargo, aceptado como Spirophthalmidium acutimargo